# Hildburghausen
Hildburghausen er hovedby i Landkreis Hildburghausen i det sydlige Thüringen i Tyskland.
Fra 1680 til 1826 var Hildburghausen hovedstad i det ernestinske hertugdømme Sachsen-Hildburghausen. Derefter var Hildburghausen en del af Sachsen-Meiningen frem til 1920.